# Ulrika Heindorff
Ulrika Linnea Heindorff, född 9 oktober 1983 i Vetlanda församling, Jönköpings län, är en svensk politiker (moderat), som är ordinarie riksdagsledamot sedan 2018 (dessförinnan tjänstgörande ersättare 2015), invald för Skåne läns västra valkrets.
Heindorff är uppväxt i Vetlanda men har senare bosatt sig i Helsingborg. Där har hon arbetat som politisk sekreterare samt suttit i regionfullmäktige, regionstyrelsen och i hälso- och sjukvårdsnämnden.
Hon har studerat juridik vid Lunds universitet.
Vid sidan av den politiska karriären har Heindorff varit koreograf för Vetlandarevyn.